# Људи месечеве светлости
Људи месечеве светлости: метафизика хришћанства (рус. Люди лунного света) расправа је о сексуалности и хришћанству руског филозофа Василија Розанова први пут објављен 1911, а допуњен 1913. Расправа је прошарана низом преузетих цитата из других текстова различитих извора са којима аутор уз помоћ фуснота ступа у полемику. Розанов заузима полемички однос према монаштву и хришћанском аскетизму, проналазећи корене хришћанског целибата у феничанском култу Молоха и култу девичанске богиње Астарте. За разлику од јудаизма и визије Старог завета који славе прокреацију и рађања, хришћантво, како истиче Розанов, окренуто је смрти и порицању сексуалности и рађања, те је у појави монашког живота пронашао хомосексуални имплус, тачније, духовну содомију. Иако се не позива на Ничеа, у оваквој критици осећа се утицај Ничеове књиге Антихрист, у којој је немачки филозоф на сличан начин замерао Христовој вери феминизацију мушкарца и декаденцију живота.
Упркос оштром ставу на почетку, Људи месечеве светлости нису негирање хришћанства (Розанов је сам припадао Руској православној цркви), већ његов покушај да помири секс и религију. Такође, расправа није ни оштра осуда хомосексуалности, пошто се у њој инсистира на томе да су све сексуалности урођене, те се Розанов противио психијатријском лечењу и кажњавању грађански неприхватљивих облика сексуалног понашања тога времена (хомосексуалност је у време настанка књиге у Русији и већем делу Европе била криминализована). На основу усмерења жеље, људе је поделио на две групе. Прву сачињавају први и други пол (хетеросексуални мушкарци и жене) које даље дели на основу сексуалне потребе на људе максималног и људе умереног полног нагона. Њих повезује са сунцем и инсистира да је основна компонета мушко-женског спајања, љубави и брака управо физиологија и сексуални чин. На тај начин коитус постаје центар, почетак новог живота кроз зачеће, али и повратак на прапочетак јер подразумева спајање Еве са Адамом из којег је настала.
Другу групу чини такозвани трећи пол или деца месечеве светлости, у које Розанов убраја људе без сексуалног нагона (духовне содомите) хомосексуалце (активе содомите) и оне које бисмо данас назвали транссексуалцима. Трећи пол је старији од првог јер потиче из периода, када су Адам и Ева били исто тело, односно Ева још увек није била издвојена из Адамовог тела, тако да месечева деца садрже одлике оба пола. Он указује на њихову урођењу тежњу ка духовности, науци и уметности, сматрајући да су особе које су изградиле цивилизацију имали овакве склоности: Скоро да се може направити афоризам, да је велики таленат хермафродитичан. Упркос подели за Розанова сексуалност никада није чврсто фиксирана, већ је мање или више флуидна (овај закључак је делимично настао под утицајем књиге Пол и карактер Ота Вајнингера). Књига је након изласка изазвала оштру и динамичну расправу. На српски језик је преведена 2001, од стране Миодрага Сибиновића.